# Mihaela Peneș
Mihaela Peneș (Bucarest, 22 luglio 1947 – Bucarest, 29 agosto 2024) è stata una giavellottista rumena.

## Biografia
Ai Giochi della XVIII Olimpiade vinse l'oro nel lancio del giavellotto ottenendo una misura migliore dell'ungherese Márta Rudas (medaglia d'argento) e della sovietica Elena Gorčakova.

## Palmarès
| Anno | Manifestazione  | Sede              | Evento                 | Risultato | Misura  | Note |
| ---- | --------------- | ----------------- | ---------------------- | --------- | ------- | ---- |
| 1964 | Giochi olimpici | Tokyo             | Lancio del giavellotto | Oro       | 60,54 m |      |
| 1965 | Universiadi     | Budapest          | Lancio del giavellotto | Oro       |         |      |
| 1966 | Europei         | Budapest          | Lancio del giavellotto | Argento   |         |      |
| 1968 | Giochi olimpici | Città del Messico | Lancio del giavellotto | Argento   | 59,92 m |      |